# Гончарук Антон Миколайович
Антон Миколайович Гончарук (1908, с. Джурин — 1992) — Герой Соціалістичної Праці.

## Біографічні відомості
Народився у 1908 році в селі Джурин (нині — Шаргородський район Вінницької області).
З 1945 по 1959 роки очолював колгосп ім. Леніна села Михайлівка.
Під його керівництвом з 1945 по 1948 рік зведено приміщення контори, кам'яні короварні, нові комори для зерна, склади для мінеральних добрив. Зростала технічна оснащеність, село повністю електрифікували.
В 1947 році вирощено по 30,73 ц/га із 49 га урожаю пшениці. П'ятьох із колгоспників Указом Президії Верховної Ради СРСР нагороджено орденом Героя Соціалістичної Праці: Гарматюк Ганну Павлівну, Козяр Ганну Степанівну, Наумчак Ольгу Іллівну, Шаргало Віру Мартинівну і голову колгоспу Гончарука Антона Миколайовича.
В 1952 році колгосп ім. Леніна став мільйонером. За значні успіхи у розвитку сільського господарства і досягнення високих показників з виробництва і заготівлі зерна, цукрових буряків, м'яса, молока і іншої сільськогосподарської продукції Указом Президії Верховної Ради СРСР від 26.02.1958 голова колгоспу А.М. Гончарук нагороджений другим орденом Леніна.
У 1959 році А.М. Гончарук переїхав з Михайлівки до Шаргорода, де працював директором місцевого маслозаводу. Постійно приїжджав до Михайлівки під час різних урочистих подій.
Помер у 1992 році, похований у смт Копайгород Барського району Вінницької області, звідки родом його дружина Пелагея.